# تپه شیشه
تپه شیشه مربوط به مفرغ- دوره اشکانیان است و در کمیجان، جنوب دانشگاه پیام نور واقع شده و این اثر در تاریخ ۲۵ آبان ۱۳۸۷ با شمارهٔ ثبت ۲۳۸۰۵ به‌عنوان یکی از آثار ملی ایران به ثبت رسیده است.